# Takeshi Honda
Takeshi Honda (本田 武史?, Honda Takeshi; Kōriyama, 23 marzo 1981) è un ex pattinatore artistico su ghiaccio giapponese.

## Biografia
Honda ha iniziato a pattinare a sette anni, dedicandosi allo short track insieme a suo fratello maggiore Hiroshi. A nove è passato al pattinaggio artistico. Per dedicarsi al nuovo sport Honda si è trasferito a Sendai insieme a sua madre. Honda ha promesso alla sua famiglia che, se non avesse ottenuto risultati entro tre anni, avrebbe lasciato il pattinaggio. A 14 anni Honda è diventato il più giovane campione nazionale giapponese. Ha partecipato per la prima volta all'NHK Trophy quando ancora gareggiava nella categoria junior, e con sua grande sorpresa si è classificato quarto.
È stato uno dei primi pattinatori giapponesi ad atterrare il triplo axel. Prima dei Giochi olimpici del 1998 si è allentato negli Stati Uniti e in Canada. Nel 1998, sedicenne, è diventato il più giovane pattinatore giapponese a partecipare ai Giochi olimpici. Ha però partecipato alla gara da infortunato. Al successivo Campionato del mondo è diventato il primo pattinatore giapponese a completare un salto quadruplo. Nel 1999 ha vinto la prima edizione del Campionato dei Quattro continenti. 
Nella stagione 2003-04 si è piazzato al secondo e al terzo posto nelle sue gare del Grand Prix. Non ha partecipato alla finale a causa di un infortunio. È il primo pattinatore giapponese ad aver vinto una medaglia mondiale nella gara maschile dall'epoca di Minoru Sano. Nel 2005 si è ritirato dal Campionato del mondo a causa di un infortunio alla caviglia subito durante una caduta nel programma di qualificazione.
Fra i suoi allenatori vi sono stati Galina Zmievzkaya negli Stati Uniti e Dough Leigh in Canada. 
È stato il primo pattinatore giapponese a completare tre quadrupli nella stessa gara. Dopo aver lasciato le gare si è esibito in numerosi show e ha iniziato a lavorare come allenatore e come commentatore.

## Risultati
GP: Champions Series/Grand Prix
| Internazionali                    | Internazionali | Internazionali | Internazionali | Internazionali | Internazionali | Internazionali | Internazionali | Internazionali | Internazionali | Internazionali | Internazionali | Internazionali |
| Evento                            | 94–95          | 95–96          | 96–97          | 97–98          | 98–99          | 99–00          | 00–01          | 01–02          | 02–03          | 03–04          | 04–05          | 05–06          |
| --------------------------------- | -------------- | -------------- | -------------- | -------------- | -------------- | -------------- | -------------- | -------------- | -------------- | -------------- | -------------- | -------------- |
| Giochi olimpici invernali         |                |                |                | 15°            |                |                |                | 4°             |                |                |                |                |
| Campionati mondiali               |                | 13°            | 10°            | 11°            | 6°             | 10°            | 5°             | 3°             | 3°             |                | R              |                |
| Campionati dei Quattro continenti |                |                |                |                | 1°             | 5°             | 2°             | 2°             | 1°             | R              |                |                |
| GP Finale                         |                |                |                |                |                |                |                | 5°             |                |                |                |                |
| GP Lalique                        |                |                |                |                |                |                |                |                | 3°             |                |                |                |
| GP NHK Trophy                     |                | 4°             | 9°             | 6°             | 2°             | 6°             | 4°             | 1°             | 2°             |                | 7°             | 9°             |
| GP Skate America                  |                |                | 6°             | 7°             |                |                |                | 2°             |                | 2°             |                |                |
| GP Skate Canada                   |                |                | 9°             |                | 5°             | 3°             | 5°             |                | 1°             | 3°             | 7°             | 4°             |
| GP Sparkassen                     |                |                |                |                |                |                |                | 5°             |                |                |                |                |
| Nebelhorn Trophy                  |                | 1°             |                |                |                |                |                |                |                |                |                |                |
| Giochi asiatici invernali         |                |                |                |                |                |                |                |                | 1°             |                |                |                |
| Goodwill Games                    |                |                |                |                |                |                |                | 6°             |                |                |                |                |
| Internazionali: Junior            |                |                |                |                |                |                |                |                |                |                |                |                |
| Campionati mondiali               |                | 2°             |                |                |                |                |                |                |                |                |                |                |
| Nazionali                         |                |                |                |                |                |                |                |                |                |                |                |                |
| Campionati giapponesi             |                | 1°             | 1°             |                |                | 1°             | 1°             |                | 1°             |                | 1°             | 5°             |
| Campionati giapponesi junior      | 5°             | 1°             |                |                |                |                |                |                |                |                |                |                |
| R = Ritirato                      |                |                |                |                |                |                |                |                |                |                |                |                |